# Regenmantel (Falkenhagen (Mark))
Regenmantel ist ein bewohnter Gemeindeteil in der Gemeinde Falkenhagen (Mark) im Landkreis Märkisch-Oderland im Osten des Landes Brandenburg. Der Ort gehört dem Amt Seelow-Land an und hat zurzeit etwa 80 Einwohner.

## Lage
Regenmantel liegt etwa 12 Kilometer Luftlinie südwestlich der Kreisstadt Seelow und 20 Kilometer nordwestlich von Frankfurt (Oder) am äußersten südöstlichen Rand des Naturparks Märkische Schweiz. Umliegende Ortschaften sind Marxdorf im Norden, Lietzen im Nordosten, Falkenhagen im Südosten, Jochenshof im Süden, Arensdorf im Südwesten und Heinersdorf im Nordwesten.
Von Regenmantel aus führt eine Gemeindestraße nach Heinersdorf und nach Falkenhagen. Das Dorf liegt auf einer Höhe von 64 m ü. NHN, höchste Erhebung ist der östlich von Regenmantel gelegene Huteberg. Östlich des Ortes liegt das Naturschutzgebiet Lietzener Mühlental.

## Geschichte
Regenmantel wurde im Jahr 1745 durch den damaligen Gutsbesitzer des Rittergutes Falkenhagen als Vorwerk gegründet. Der Ortsname wurde vermutlich scherzhaft gewählt. Das Dorf gehörte ab 1816 zum Kreis Lebus in der preußischen Provinz Brandenburg. 1864 bestand Regenmantel aus sechs Wohngebäuden mit 93 Einwohnern. Das Rittergut Falkenhagen, zu dem der Ort gehörte, befand sich im Besitz eines Hugo Schultz zu Petershagen.
Nach dem Ende des Zweiten Weltkrieges siedelten sich in Regenmantel Flüchtlinge aus den deutschen Ostgebieten an, die nach der Bodenreform Land dort erhielten. Nach der DDR-Kreisreform im Juli 1952 gehörte die Gemeinde Falkenhagen mit dem Ortsteil Regenmantel zum Kreis Seelow im Bezirk Frankfurt (Oder). Seit der Deutschen Wiedervereinigung gehört Regenmantel zum Land Brandenburg, seit der Kreisreform im Dezember 1993 zum Landkreis Märkisch-Oderland.

## Persönlichkeiten
- Franziska Maushake (* 1985), Radio- und Fernsehmoderatorin, wuchs in Regenmantel auf